# Ivan Pogrebnyak
Ivan Gennadyevich Pogrebnyak (tiếng Nga: Иван Геннадьевич Погребняк; sinh ngày 29 tháng 6 năm 1993) là một cầu thủ bóng đá người Nga. Anh thi đấu cho F.K. Spartak Kostroma.

## Sự nghiệp câu lạc bộ
Anh có màn ra mắt tại Russian Second Division cho FC Sakhalin Yuzhno-Sakhalinsk vào ngày 22 tháng 4 năm 2013 trong trận đấu với FC Baikal Irkutsk.